# W. A. Hewitt
William Abraham »W. A.« Hewitt, kanadski športni novinar, * 15. maj 1875, Cobourg, Ontario, Kanada, † 8. september 1966. 

## Novinar
Rodil se je v Cobourgu, Ontario, in se pri štirih letih preselil v Toronto, kjer je obiskoval šolo Jarvis Collegiate Institute. Tako kot ostali trije bratje si je tudi William Hewitt ustvaril novinarsko kariero. Že kot šolar se je zaposlil pri časniku Toronto News, pri katerem je sicer delal v kopirnici. Pri 15 letih so ga povišali v dopisnika, zaradi česar je opustil šolanje. Leta 1895 je postal športni urednik, del dohodkov mu je prinašalo tudi delo tiskovnega predstavnika pri Veliki operni hiši v Torontu.
Jeseni 1899 ga je Joseph E. Atkinson, odgovorni urednik časnika Montreal Herald, zvabil k sebi in mu ponudil mesto športnega urednika. Hewitt je Atkinsona poznal in spoštoval njegovo delo še iz časov, ko je bil Atkinson dopisnik v Torontu. Mesto pri Montreal Heraldu je Hewitt sprejel. Leto kasneje je Atkinson postal vrhovni urednik (in posledično večinski lastnik) časnika Toronto Star in Hewitt mu je sledil nazaj v Toronto, kjer je pod Atkinsonom vnovič deloval kot športni urednik. Hewitt je delo športnega urednika za Toronto Star opravljal nadaljnjih 31 let, vse dokler ni leta 1931 sprejel delovno mesto direktorja za dogodke v novozgrajeni dvorani Maple Leaf Gardens. Vajeti časnika Toronto Star je s prestopom v Maple Leaf Gardens prepustil dolgoletnemu kolegu Louju Marshu. Hewitt v svoji 36-letni novinarski karieri nikoli ni uporabljal pisalnega stroja in je vse svoje zgodbe pisal na roko.

## Funkcionar, trener in sodnik
Po navedbah lastnika dvorane Maple Leaf Gardens Conna Smytha se Hewitt kot direktor za dogodke ni izkazal, zato so mu po približno letu dni naložili druge dolžnosti. Hewitt se je v dvorani vseeno obdržal več kot 30 let.
Služil je tudi kot tajnik lige Ontario Hockey Association, in to celih 58 let. Delovno mesto, ki naj bi bilo zgolj začasno, je sprejel leta 1903 in ga opravljal vse do umika leta 1966, ko je bil že v svojih 90. letih. Med letoma 1915 in 1961 je deloval tudi kot uradnik v Kanadski amaterski hokejski zvezi.
Hewitt je bil častni trener treh kanadskih olimpijskih odprav: amaterskih moštev Winnipeg Falcons (1920), Toronto Granites (1924) in Toronto Varsity Grads (1928). V zgodovino se je zapisal tudi kot sodnik na prvi olimpijski hokejski tekmi vseh časov, na Poletni olimpiadi 1920 med Švedsko in Belgijo (zmaga Švedske 8–0). Leta 1924 je bil blizu temu, da bi postal drugi podpredsenik Mednarodne hokejske zveze, a je moral po metu kovanca mesto prepustiti Američanu Williamu S. Haddocku.
Leta 1905 je Hewitt postal direktor ragbijsko-nogometnega kluba Toronto Argonauts (danes gre za kanadskonogometni klub). Dve leti zatem, leta 1907, je pripomogel k ustanovitvi lige Interprovincial Rugby Football Union, znane kot Big Four. V ligi sta sprva sodelovali po dve najboljši moštvi iz Ontaria in Quebeca, kasneje se je liga razširila in današnja vzhodna divizija lige CFL je dejansko naslednica te lige IRFU. Hewitt je bil v letih 1918 in 1919 predsednik Kanadske ragbijske zveze, ki je danes poznana pod imenom Football Canada.
Hewitt je bil močno povezan tudi s konjskimi dirkami. Na začetku 20. stoletja je organiziral nizkocenovno železniško povezavo od Toronta do hipodroma v Fort Erieju. Ta povezava je na dirkališče privlekla na stotine obiskovalcev in je na vrhuncu svojega delovanja obratovala dnevno. Od leta 1917 je deloval kot stevard na stezi, leta 1937 je postal predsedujoči stevard vsekanadske zveze Incorporated Canadian Racing Association (ICRA). Mesto je držal vse do leta 1951, ko je Icro zamenjalo drugo telo, Ontario Racing Commission (ORC). Tudi v ORC-ju je bil aktiven in je do upokojitve deloval kot eden od starejših funkcionarjev.

## Zapuščina
Hewitta so leta 1947 kot graditelja sprejeli v Hokejski hram slavnih lige NHL. Njegova avtobiografija z naslovom Down The Stretch: Recollections of a Pioneer Sportsman and Journalist je izšla leta 1958. Njegov sin Foster Hewitt je postal slaven radijski komentator hokejskih tekem in je bil prav tako sprejet v Hokejski hram slavnih lige NHL. Tudi njegov vnuk (Fosterjev sin) Bill Hewitt si je ustvaril kariero v športnih krogih, podobno kot oče Foster se je tudi on uveljavil kot radijski komentator.